# Parco nazionale Ceahlău
Il parco nazionale Ceahlău (in romeno Parcul naţional Ceahlău) è un'area naturale protetta che si trova nella Romania centrale. Istituito nel 1971.